# Operation Flashpoint: Dragon Rising
Operation Flashpoint: Dragon Rising é um jogo de computador de tiro em primeira pessoa, desenvolvido e publicado pela Codemasters. Lançado para PlayStation3, Windows e Xbox.